# Tournoi d'ouverture du championnat de Colombie de football 2022
Navigation
Tournoi précédent Tournoi suivant
Le tournoi d'ouverture de la saison 2022 du Championnat de Colombie de football est le premier tournoi de la soixante-quinzième édition du championnat de première division professionnelle en Colombie. Pour des raisons de parrainage le tournoi est connu sous le nom Liga BetPlay Dimayor 2022-I.

## Déroulement de la saison
- lors de la phase régulière, les équipes s'affrontent une fois plus un match additionnel, pour un total de 20 rencontres[1].
- Les huit premiers de la phase régulière se  qualifient pour le tournoi de qualification. Les équipes sont réparties dans deux groupes de quatre et se rencontrent en match aller et retour.
- Les deux premiers de groupe jouent la finale également en match aller et retour, le vainqueur est sacré champion de Colombie et se qualifie pour la Copa Libertadores 2023 et la Superliga Colombiana.

A la fin du tournoi il n'y a pas de relégation.

## Les clubs participants
- Águilas Doradas
- Alianza Petrolera
- América de Cali
- Atlético Bucaramanga
- Atlético Nacional
- Deportes Tolima
- Deportivo Cali
- Deportivo Pasto
- Envigado FC
- Independiente Medellín
- Jaguares
- Junior
- La Equidad
- Millonarios
- Once Caldas
- Patriotas
- Santa Fe
- Deportivo Pereira
- Cortuluá - vainqueur du groupe A de Primera B
- Unión Magdalena - vainqueur du groupe B de Primera B

## Compétition
Le barème utilisé pour établir l'ensemble des classements est le suivant :
- Victoire : 3 points
- Match nul : 1 point
- Défaite : 0 point

### Phase régulière

#### Classement
| Rang | Équipe                 | Pts | J  | G  | N | P  | Bp | Bc | Diff |
| ---- | ---------------------- | --- | -- | -- | - | -- | -- | -- | ---- |
| 1    | Millonarios            | 42  | 20 | 13 | 3 | 4  | 23 | 11 | +12  |
| 2    | Deportes Tolima        | 40  | 20 | 12 | 4 | 4  | 29 | 14 | +15  |
| 3    | Atlético Nacional      | 36  | 20 | 10 | 6 | 4  | 26 | 15 | +11  |
| 4    | Independiente Medellín | 34  | 20 | 10 | 4 | 6  | 25 | 19 | +6   |
| 5    | Junior                 | 32  | 20 | 10 | 2 | 8  | 30 | 21 | +9   |
| 6    | Envigado FC            | 31  | 20 | 8  | 7 | 5  | 22 | 21 | +1   |
| 7    | La Equidad             | 30  | 20 | 7  | 9 | 4  | 21 | 16 | +5   |
| 8    | Atlético Bucaramanga   | 29  | 20 | 8  | 5 | 7  | 27 | 25 | +2   |
| 9    | Alianza Petrolera      | 29  | 20 | 7  | 8 | 5  | 22 | 20 | +2   |
| 10   | Independiente Santa Fe | 27  | 20 | 7  | 6 | 7  | 29 | 26 | +3   |
| 11   | Jaguares de Córdoba    | 27  | 20 | 8  | 3 | 9  | 26 | 29 | -3   |
| 12   | Once Caldas            | 26  | 20 | 6  | 8 | 6  | 18 | 18 | 0    |
| 13   | Rionegro Águilas       | 25  | 20 | 7  | 4 | 9  | 17 | 26 | -9   |
| 14   | Deportivo Pereira      | 23  | 20 | 6  | 5 | 9  | 21 | 26 | -5   |
| 15   | América de Cali        | 23  | 20 | 6  | 5 | 9  | 20 | 25 | -5   |
| 16   | Deportivo Pasto        | 22  | 20 | 5  | 7 | 8  | 16 | 20 | -4   |
| 17   | Patriotas              | 21  | 20 | 5  | 6 | 9  | 19 | 23 | -4   |
| 18   | Cortuluá P             | 20  | 20 | 5  | 5 | 10 | 21 | 27 | -6   |
| 19   | Deportivo Cali T       | 18  | 20 | 4  | 6 | 10 | 14 | 24 | -10  |
| 20   | Unión Magdalena P      | 11  | 20 | 2  | 5 | 13 | 8  | 28 | -20  |

|  | Qualification pour le tournoi de qualification |
|  | T : Tenant du titre P : Promu de D2            |

### Deuxième phase
Les huit premiers sont répartis dans deux groupes de quatre équipes. Les deux vainqueurs de ces mini-championnats se retrouvent en finale.

#### Groupe A
| Rang | Équipe               | Pts | J | G | N | P | Bp | Bc | Diff |
| ---- | -------------------- | --- | - | - | - | - | -- | -- | ---- |
| 1    | Atlético Nacional    | 12  | 6 | 3 | 3 | 0 | 10 | 5  | +5   |
| 2    | Junior               | 8   | 6 | 2 | 2 | 2 | 5  | 6  | -1   |
| 3    | Millonarios          | 6   | 6 | 1 | 3 | 2 | 5  | 6  | -1   |
| 4    | Atlético Bucaramanga | 6   | 6 | 2 | 0 | 4 | 5  | 8  | -3   |

|  | Qualification pour la finale |

#### Groupe B
| Rang | Équipe                 | Pts | J | G | N | P | Bp | Bc | Diff |
| ---- | ---------------------- | --- | - | - | - | - | -- | -- | ---- |
| 1    | Deportes Tolima        | 13  | 6 | 4 | 1 | 1 | 7  | 2  | +5   |
| 2    | Independiente Medellín | 11  | 6 | 3 | 2 | 1 | 9  | 3  | +6   |
| 3    | La Equidad             | 9   | 6 | 3 | 0 | 3 | 7  | 8  | -1   |
| 4    | Envigado FC            | 1   | 6 | 0 | 1 | 5 | 2  | 12 | -10  |

|  | Qualification pour la finale |

### Finale
Match aller le 22 juin, match retour le 26 juin 2022.
| Équipe 1          | Résultat | Équipe 2        | Aller | Retour |
| ----------------- | -------- | --------------- | ----- | ------ |
| Atlético Nacional | 4 - 3    | Deportes Tolima | 3 - 1 | 1 - 2  |

## Bilan de la saison
| Championnat de Colombie de football 2022 |                               |
| Champion                                 | Atlético Nacional (17e titre) |
| Qualifications continentales             |                               |
| Copa Libertadores 2023                   | Atlético Nacional             |
| Copa Sudamericana 2023                   |                               |
| Promotions et relégations                |                               |
| Promus en Primera A                      | aucun                         |
| Relégués en Primera B                    | aucun                         |